# Tramlijn 28 (Antwerpen)
De Antwerpse tramlijn 28 reed van Deurne (Eksterlaar) naar de Comedieplaats als aanvulling op tramlijn 8 (Boekenberg - Kiel).

## Geschiedenis
Op 15 maart 1927 werd lijn 28 ingesteld als versterkingsritten voor lijn 8, tussen de stelplaats Groenenhoek (nabij station Antwerpen-Berchem) en de Comedieplaats (Lilas). In oktober 1927 werd het oostelijke eindpunt verlegd naar Boekenberg, in 1929 naar het Eksterlaar. Op 1 januari 1931 werd de lijn vervangen door lijn 8bis.

## Kenkleur
Tramlijn 28 had een rood koersbord.

## Buslijn 28
Later kreeg het Antwerpse stadsnet een buslijn 28 naar Merksem, maar die heeft buiten de lijnkleuren niets te maken met de tramlijn met dezelfde nummer.